# École universitaire de recherche Artec
L' EUR ArTeC est une école universitaire de recherche, de la ComUE Université Paris Lumières située au 140 rue du Chevaleret, Paris 13e, créée en 2018. Les cours sont dispensés sur les campus de l'université Paris 8, de l'université Paris-Nanterre, du Campus Condorcet et dans les établissements partenaires comme l'ENS Louis-Lumière, le Centre Pompidou, etc. 
Créée en juillet 2018 par l'université Paris 8 Vincennes Saint-Denis et l'université Paris-Nanterre, l'École Universitaire de Recherche ArTeC fait suite au Labex Arts-H2H et à l'IDEFI CréaTIC, a pour objectif de promouvoir et d’articuler des projets de recherche et de former ses étudiants aux domaines des arts, des technologies, du numérique, des médiations humaines et de la création. 
La direction de l'EUR ArTeC est assurée depuis 2024 par Benoit Turquety, professeur en études cinématographiques à l'université Paris-VIII. Elle a été assurée entre 2018 et 2021 par Yves Citton, professeur de littérature à l'université Paris-VIII, et entre 2021 et 2024 par Tiphaine Karsenti, professeure en études théâtrales à l'Université Paris Nanterre. 

## Histoire
Le 1er octobre 2018, la ComUE Université Paris-Lumières annonce la création d'une École universitaire de recherche nommée ArTeC, pour Arts, Technologie et Création, faisant suite à l'obtention d'un financement de 10 ans par le programme d’investissements d'avenir (PIA) du Ministère de l'Enseignement supérieur, de la Recherche et de l'Innovation pour la fondation d’une « École universitaire de recherche »,.

## Formations
L'école universitaire de recherche propose deux parcours de formation :
- Master « ArTeC » ou « Arts, technologies, création », master co-accrédité par l'université Paris-VIII[9] et l'université Paris-Nanterre[10] ;
  - Parcours « La création comme activité de recherche » ;
  - Parcours « Les nouveaux modes d'écriture et de publication » ;
  - Parcours « Technologies et médiations humaines ».
- D.I.U. « ArTeC + », diplôme interuniversitaire post-master pré-doctoral de l'université Paris Lumières, pour préparer les étudiants au métier de chercheur, dans la recherche et la création et les aider dans leur projet de thèse[8].

Chaque année, l'EUR ArTeC finance des modules innovants pédagogiques (MIP) à la suite d'un appel à projets incluant ses partenaires. A la fin de chaque année universitaire, un bilan des méthodologies d'apprentissage est diffusé.
L'ENS Louis-Lumière propose chaque année un module commun à l'université Paris-VIII « Comprendre les usages sociaux du numérique, approche par l’enquête » ainsi que ses modules « Analyse sonore » et « Cinéma et réalité », « Filmer avec la Penelope Delta » de son master mention « Arts du spectacle et de l’audiovisuel » aux étudiants du master de l'école depuis 2018.

## Membres fondateurs de l'ArTeC
Universités et centres de recherche
- ComUE Université Paris Lumières
- Université Paris 8
- Université Paris-Nanterre
- Campus Condorcet Paris-Aubervilliers
- Centre national de la recherche scientifique (CNRS)

Grandes écoles d'art
- École nationale supérieure Louis-Lumière[13]
- École nationale supérieure des Arts décoratifs
- Conservatoire national supérieur d'art dramatique

Institutions culturelles
- Bibliothèque nationale de France (BnF)
- Centre national d'art et de culture Georges Pompidou
- Réunion des musées nationaux et du Grand Palais
- Centre des arts d'Enghien-les-Bains
- Centre national édition art image (CNEAI)
- La Gaîté Lyrique
- Archives nationales

## Annexe